# لويس كارلوس فيرنانديز
لويس كارلوس فيرنانديز (25 يوليو 1985 في البرازيل - ) هو لاعب كرة قدم كوريا الجنوبية وبرازيلي في مركز الهجوم. لعب مع النادي العربي وإنتشون يونايتد وجمعية بورتوغيزا الرياضية وسانتو أندريه ونادي أولسان هيونداي ونادي سانتوس ونادي غوانغجو وArmy United F.C. ‏ وإيتومبيارا سبورت ‏ وEsporte Clube São José ‏ ونادي دايجو وEsporte Clube Taubaté ‏ وSuphanburi F.C. ‏ وIpatinga Futebol Clube ‏.

## وصلات خارجية
- لويس كارلوس فيرنانديز على موقع دوري كوريا الجنوبية (الإنجليزية)
- لويس كارلوس فيرنانديز على موقع قاعدة بيانات كرة القدم.إي يو (الإنجليزية)
- لويس كارلوس فيرنانديز على موقع Soccerway.com (الإنجليزية)